# Onthophagus asperulus
Onthophagus asperulus là một loài bọ cánh cứng trong họ Bọ hung (Scarabaeidae).